# Zentralbank von Paraguay

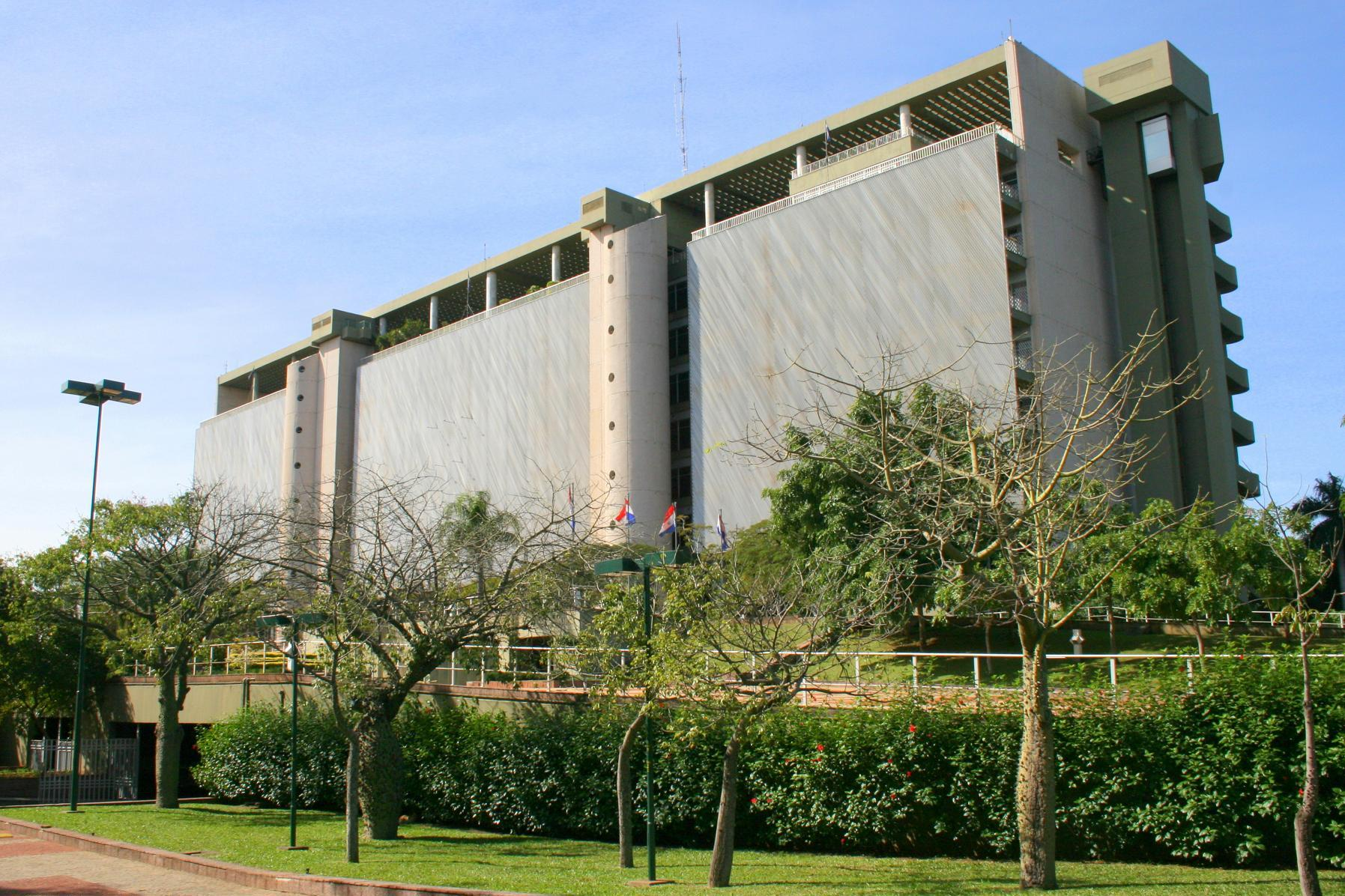
Zentralbank von Paraguay HQ

Die Zentralbank von Paraguay (spanisch Banco Central del Paraguay) ist die Zentralbank Paraguays mit Hauptsitz in Asunción. Die Bank verwaltet den Druck und die Prägung der paraguayischen Währung, des Guaraní.

## Geschichte
Die Institution wurde durch das Gesetz 18/52 vom 25. März 1952 gegründet. Im Jahr 1995 wurde der rechtliche Rahmen der Zentralbank durch das Gesetz 489/95 ersetzt.
Im Jahr 1998 ordnete die Bank die Liquidation einer der Banken des Landes an, da ein erheblicher Mangel an Liquidität bestand. Die Regierung übermittelte dem Kongress Notstandsgesetze, um die Bankeinlagen zu garantieren und einen Ansturm auf die Spareinlagen zu verhindern.
Im Jahr 2005 wurden der ehemalige paraguayische Präsident Luis Gonzales Macchi und vier Bankangestellte inhaftiert, weil sie an der illegalen Überweisung von 16 Millionen US-Dollar über die Bank in die Vereinigten Staaten beteiligt waren.
Amtierender Präsident ist seit 2018 José Cantero Sienra.
Die Bank setzt sich aktiv für die Förderung der finanziellen Eingliederung ein und ist ein führendes Mitglied der Alliance for Financial Inclusion. Sie ist auch eine der 17 ursprünglichen Regulierungsinstitutionen, die im Rahmen der Erklärung von Maya auf dem Global Policy Forum 2011 in Mexiko spezifische nationale Verpflichtungen zur finanziellen Eingliederung eingegangen sind.